# Porto Recanati
Porto Recanati település Olaszországban, Marche régióban, Macerata megyében. Lakosainak száma 12 356 fő (2023. január 1.). Porto Recanati Loreto, Numana, Potenza Picena, Recanati és Castelfidardo községekkel határos.

## Népesség
A település lakossága az elmúlt években az alábbi módon változott:
| Lakosok száma | 12 571 | 12 609 | 12 356 |
|               | 2017   | 2018   | 2023   |